# لورا برنت
لورا برنت (بالإنجليزية: Laura Brent)‏ هي ممثلة أسترالية، ولدت في 2 مايو 1988 بملبورن في أستراليا.

## أعمال

### أفلام
- (2010)  رحلة سفينة داون تريدر[3][4]
- (2018) وينشيستر

## وصلات خارجية
- لورا برنت على موقع IMDb (الإنجليزية)
- لورا برنت على موقع ألو سيني (الفرنسية)
- لورا برنت على موقع أول موفي (الإنجليزية)
- لورا برنت على موقع أول موفي (الإنجليزية)
- لورا برنت على موقع قاعدة بيانات الأفلام السويدية (السويدية)
- لورا برنت على موقع قاعدة بيانات الفيلم (الإنجليزية)
- لورا برنت على موقع كينوبويسك (الروسية)